# نابليون الثالث
نابليون الثالث (بالفرنسية: Napoléon III) (شارل-لويس نابوليون بونابرت؛ 20 أبريل 1808 – 9 يناير 1873)، كان رئيسًا لفرنسا من عام 1848 حتى 1852، ثم أصبح إمبراطورًا للفرنسيين من عام 1852 حتى عزله في عام 1870. يُعد أول رئيس لفرنسا وثاني إمبراطور وآخر من حكم البلاد بصفة ملكية.
عُرف باسم لويس نابوليون بونابرت قبل اعتلائه العرش. وُلد في ذروة عهد الإمبراطورية الفرنسية الأولى في قصر التويلري بباريس، وهو ابن لويس بونابرت ملك هولندا (1806–1810) وأورتنس دو بوارنيه، وابن شقيق الإمبراطور نابوليون الأول من جهة الأب. مُنح الاسم الكامل شارل-لويس نابوليون بعد شهرين فقط من ولادته، وبما يتوافق مع السياسة السلالية التي اتبعها نابوليون الأول، غير أن اسم "شارل" أُزيل لاحقًا، ليُعرف ببساطة باسم لويس نابوليون بونابرت. كان أول وآخر رئيس للجمهورية الفرنسية الثانية، إذ انتُخب عام 1848، لكنه استولى على السلطة بالقوة عام 1851 بعد أن حال الدستور دون إعادة انتخابه، ثم أعلن نفسه إمبراطورًا للفرنسيين وأسّس الإمبراطورية الفرنسية الثانية، التي استمر حكمه لها حتى هُزمت الجيوش الفرنسية وأُسر هو نفسه على يد بروسيا وحلفائها في معركة سيدان عام 1870.
كان نابوليون الثالث حاكمًا شعبيًا أشرف على تحديث الاقتصاد الفرنسي، وأعاد تشكيل باريس بشوارعها العريضة وحدائقها الجديدة. كما وسّع الإمبراطورية الاستعمارية الفرنسية، وجعل الأسطول التجاري الفرنسي ثاني أكبر أسطول في العالم، وشارك بنفسه في حربين كبيرتين. وبقضائه 22 عامًا في الحكم، أصبح أطول رؤساء فرنسا حكمًا منذ سقوط النظام الملكي القديم، غير أن حكمه انتهى باستسلامه لأوتو فون بسمارك وفيلهلم الأول في 2 سبتمبر 1870.
كلّف نابوليون الثالث مشروع إعادة إعمار واسع النطاق للعاصمة باريس، أشرف عليه حاكم نهر السين جورج أوجين هوسمان. كما قام بتوسيع شبكة السكك الحديدية في جميع أنحاء فرنسا، وحدّث النظام المصرفي، وشجّع على شق قناة السويس، وأسس نظامًا زراعيًا حديثًا قضى على المجاعات وجعل من فرنسا دولة مصدّرة للمنتجات الزراعية. كما فاوض على اتفاقية التجارة الحرة المعروفة باسم اتفاق كوبدن–شوفالييه مع بريطانيا عام 1860، وأبرم اتفاقيات مماثلة مع شركاء فرنسا التجاريين في أوروبا. أما على الصعيد الاجتماعي، فقد أدخل إصلاحات بارزة، من بينها منح العمال الفرنسيين الحق في الإضراب والتنظيم النقابي، وفتح أبواب الجامعات الفرنسية أمام النساء.
سعى نابوليون الثالث في سياسته الخارجية إلى استعادة النفوذ الفرنسي في أوروبا والعالم. فعلى الصعيد الأوروبي، تحالف مع بريطانيا وهزم روسيا في حرب القرم (1853–1856). وساهم في توحيد إيطاليا عبر هزيمة الإمبراطورية النمساوية في حرب الاستقلال الإيطالية الثانية، واستفادت فرنسا لاحقًا من المعاهدة بضمها منطقتي سافوا ونيس بموجب معاهدة تورينو. وفي الوقت ذاته، أرسل قواته للدفاع عن الولايات البابوية ضد محاولات ضمّها من قِبل إيطاليا. كما أبدى تأييده لاتحاد الإمارات الدانوبية عام 1859، وهو الاتحاد الذي أسفر عن قيام الإمارات المتحدة لمولدافيا وولاخيا. وبلغت الإمبراطورية الاستعمارية الفرنسية ضعف مساحتها السابقة بفضل التوسعات في آسيا والمحيط الهادئ وأفريقيا. غير أن تدخله في المكسيك، الذي سعى من خلاله إلى إقامة إمبراطورية مكسيكية ثانية تحت الحماية الفرنسية، انتهى بفشل ذريع.
وجد نابوليون نفسه في مواجهة تصاعد نفوذ بروسيا ابتداءً من عام 1866، تحت قيادة رئيس وزرائها أوتو فون بسمارك، الذي سعى لتوحيد ألمانيا تحت الهيمنة البروسية. وفي يوليو 1870، وتحت ضغط من الرأي العام، أعلن نابوليون الحرب على بروسيا على مضض. لكن الجيش الفرنسي مُني بهزيمة سريعة، وأُسر نابوليون في معركة سيدان. سُرعان ما خُلع من منصبه، وأُعلنت الجمهورية الفرنسية الثالثة في باريس. وبعد إطلاق سراحه من الأسر الألماني، نُفي إلى إنجلترا، حيث توفي في عام 1873.

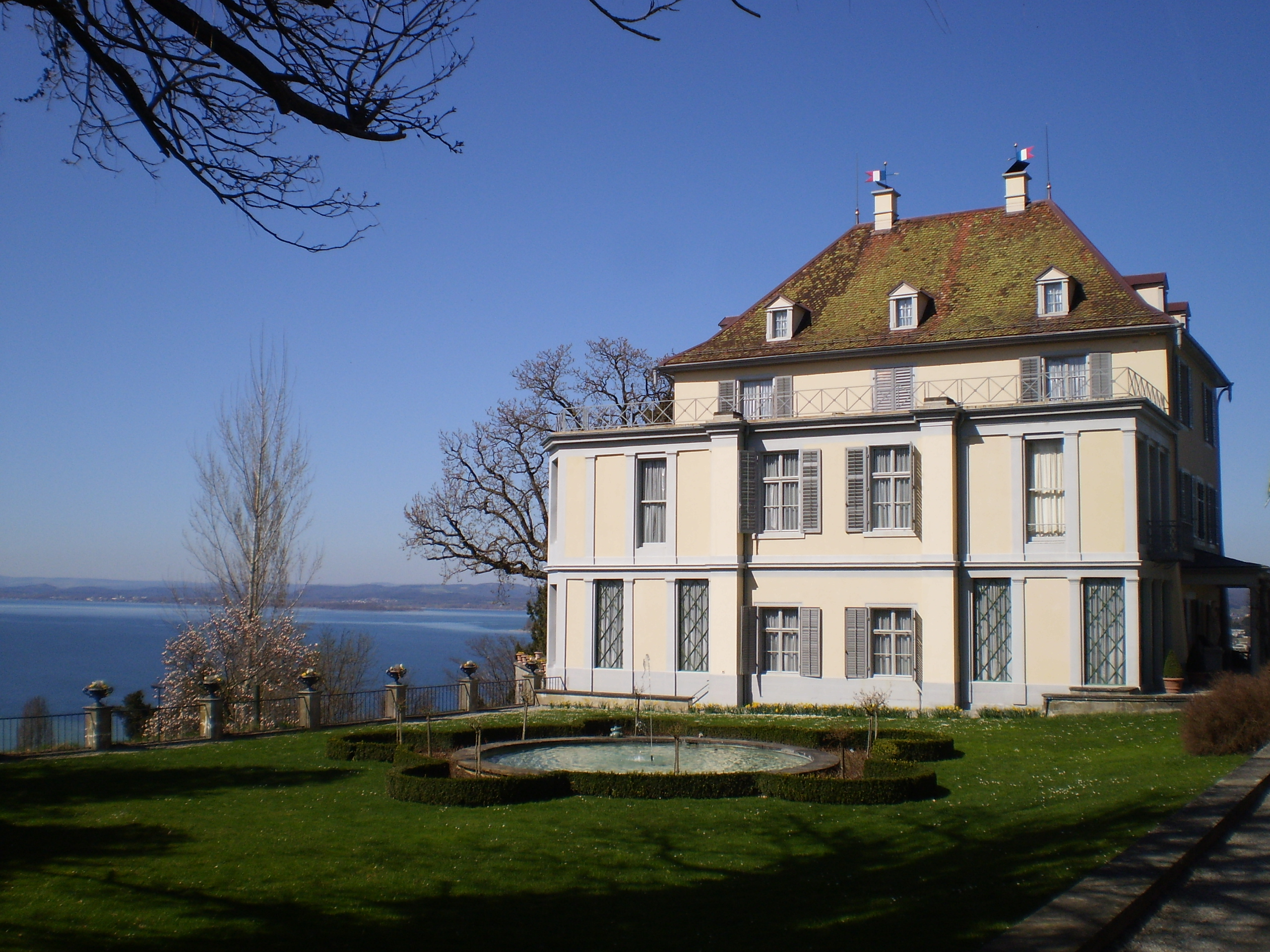
المنزل المطل على البحيرة في أرنينبرغ، سويسرا، حيث قضى لويس نابوليون جانبًا كبيرًا من شبابه وفترة منفاه.

## الطفولة والأسرة

### البدايات المبكرة
وُلد شارل-لويس نابوليون بونابرت، الذي عُرف لاحقًا باسم لويس نابوليون ثم نابوليون الثالث، في باريس ليلة 19–20 أبريل 1808. كان والده لويس بونابرت، الشقيق الأصغر لنابوليون بونابرت، والذي عيّنه نابوليون ملكًا على هولندا من عام 1806 حتى 1810. أما والدته فكانت أورتنس دو بوارنيه، الابنة الوحيدة لجوزفين دو بوارنيه، زوجة نابوليون، من زواجها الأول من ألكسندر دو بوارنيه. يُعد شارل-لويس أول أمير من أسرة بونابرت يولد بعد إعلان الإمبراطورية الفرنسية الأولى.
وبصفتها إمبراطورة، اقترحت جوزفين زواج لويس من أورتنس كوسيلة لإنجاب وريث للإمبراطور، خاصة وأنها كانت قد أصبحت عاقرًا آنذاك، وقد وافق نابوليون على ذلك الاقتراح. غير أن العلاقة بين لويس وأورتنس كانت مضطربة، ولم يعيشا معًا إلا لفترات متقطعة. توفي ابنهما الأول، نابوليون-شارل بونابرت، في عام 1807، وبالرغم من إنجابهما ابنًا ثانيًا سليمًا هو نابوليون لويس، قررا إنجاب طفل ثالث. واستأنفا حياتهما الزوجية لفترة وجيزة في مدينة تولوز اعتبارًا من 12 أغسطس 1807، وقد وُلد لويس نابوليون قبل أوانه، على الأقل بثلاثة أسابيع عن مدة الحمل الكاملة. كانت أورتنس معروفة بعلاقاتها العاطفية، وقد انتشرت شائعات، لا سيّما على لسان خصوم لويس نابوليون مثل فيكتور هوغو، تزعم أن والده الحقيقي رجل آخر. إلا أن غالبية المؤرخين اليوم تجمع على أنه كان ابنًا شرعيًا للويس بونابرت.
جرت مراسم تعميد لويس نابوليون في قصر فونتينبلو في 5 نوفمبر 1810، وكان الإمبراطور نابوليون عرّابه، فيما كانت الإمبراطورة ماري-لويز عرّابته. أما والده فقد غاب عن المناسبة، إذ كان قد انفصل مجددًا عن أورتنس. وفي سن السابعة، زار لويس نابوليون عمه في قصر التويلري بباريس، حيث رفعه الإمبراطور إلى نافذة القصر ليشاهد الجنود وهم يستعرضون في ساحة الكاروسيل أدناه. وكانت تلك آخر مرة يرى فيها نابوليون، إذ اجتمع أفراد العائلة للمرة الأخيرة في قصر مالميزون قبيل مغادرة الإمبراطور إلى معركة واترلو.
وبعد هزيمة نابوليون في معركة واترلو وعودة آل بوربون إلى الحكم في فرنسا، فُرض على جميع أفراد أسرة بونابرت مغادرة البلاد. فانتقلت أورتنس برفقة لويس نابوليون من إيكس-لي-بان إلى برن، ثم إلى بادن-بادن، واستقرا في النهاية في منزل يطل على بحيرة في أرنينبرغ، في كانتون تورغاو السويسري. تلقّى لويس بعض تعليمه في ألمانيا، في مدرسة جيمنازيوم بمدينة أوغسبورغ في بافاريا، ما جعل لكنته الفرنسية تحمل طيلة حياته أثرًا ألمانيًا واضحًا. أما معلمه الخاص في المنزل فكان فيليب لو با، جمهوري متحمس ونجل أحد الثوريين وأحد المقربين من روبسبيير. وقد درّسه لو با التاريخ الفرنسي وأفكار السياسة الراديكالية.

### ثائر رومانسي (1823–1835)
حين بلغ لويس نابوليون الخامسة عشرة من عمره، انتقلت والدته أورتنس إلى روما، حيث كانت أسرة بونابرت تمتلك فيلا. وهناك أمضى وقته في تعلُّم اللغة الإيطالية، واستكشاف الآثار القديمة، واكتساب فنون الإغواء والعلاقات الرومانسية، التي سيُكثر من استخدامها لاحقًا في حياته. وقد توطدت علاقته بالسفير الفرنسي آنذاك، فرانسوا-رينيه دو شاتوبريان، أحد أبرز آباء المدرسة الرومانسية في الأدب الفرنسي، وظلت بينهما مراسلات على مدى سنوات طويلة.
وفي روما، اجتمع مجددًا بأخيه الأكبر نابوليون-لويس، وانخرطا معًا في نشاطات الكربوناري، وهي جمعيات ثورية سرية كانت تناضل ضد الهيمنة النمساوية على شمال إيطاليا. وفي ربيع عام 1831، وكان لويس نابوليون في الثالثة والعشرين من عمره، شنّ التحالف النمساوي-البابوي حملة قمع عنيفة ضد الكربوناري، فأصبح الشقيقان مطلوبَين للشرطة، واضطرا للفرار. وخلال رحلة الهرب، أُصيب نابوليون-لويس بمرض الحصبة، وتوفي بين ذراعي شقيقه في 17 مارس 1831.
انضمت أورتنس إلى ابنها لويس، وتعاونت معه في مراوغة قوات الشرطة والجيش النمساوي حتى تمكّنا من الوصول إلى الحدود الفرنسية. سافر الاثنان متخفيَين إلى باريس، التي كانت قد شهدت مؤخرًا سقوط نظام الملك شارل العاشر إثر ثورة يوليو، وصعود النظام الليبرالي الجديد بقيادة الملك لويس فيليب الأول، ملك النظام الملكي المعروف بـ"ملكية يوليو". وصلا إلى باريس في 23 أبريل 1831، وأقاما تحت الاسم المستعار "هاميلتون" في فندق هولندا الواقع في ساحة فاندوم.
كتبت أورتنس التماسًا إلى ملك فرنسا تطلب فيه السماح لهما بالبقاء في البلاد، في حين عرض لويس نابوليون التطوع كجندي عادي في الجيش الفرنسي. وافق الملك على لقاء أورتنس سرًا، غير أن لويس نابوليون كان مصابًا بالحمى، فلم يحضر اللقاء. وافق الملك أخيرًا على بقائهما بشرط أن تكون إقامتهما قصيرة وسرية. وقيل للويس نابوليون إنه يستطيع الالتحاق بالجيش الفرنسي بشرط أن يغيّر اسمه، وهو ما رفضه رفضًا قاطعًا.
ظلّت أورتنس ولويس نابوليون في باريس حتى 5 مايو، الذي صادف الذكرى العاشرة لوفاة نابوليون بونابرت. وخلال تلك الفترة القصيرة، انتشرت الأنباء عن وجودهما في الفندق، وتجمّع حشد من الناس في ساحة فاندوم لإحياء ذكرى الإمبراطور الراحل، حيث أُقيمت تظاهرة عامة أمام مقر إقامتهما. وفي اليوم نفسه، صدر أمر بطردهما من باريس. وخلال تلك الإقامة القصيرة، ترسّخ في ذهن لويس نابوليون قناعته بأن المشاعر البونابرتية لا تزال قوية في أوساط الشعب الفرنسي وداخل الجيش. سافر مع والدته لفترة وجيزة إلى بريطانيا، ثم عادا إلى المنفى في سويسرا.

## التشريفات
- نيشان الدم (تونس).